# 李德成
李德成（1945年5月—），男，汉族，河北宁河人，中华人民共和国政治人物，曾任广东省深圳市政协主席，第十一届全国政协委员。

## 生平
1974年加入中国共产党。2008年，当选第十一届全国政协委员，代表特别邀请人士，分入第五十七组。并担任经济委员会专委。

## 延伸阅读
[在维基数据编辑]